# Vakgemaal De Leyens

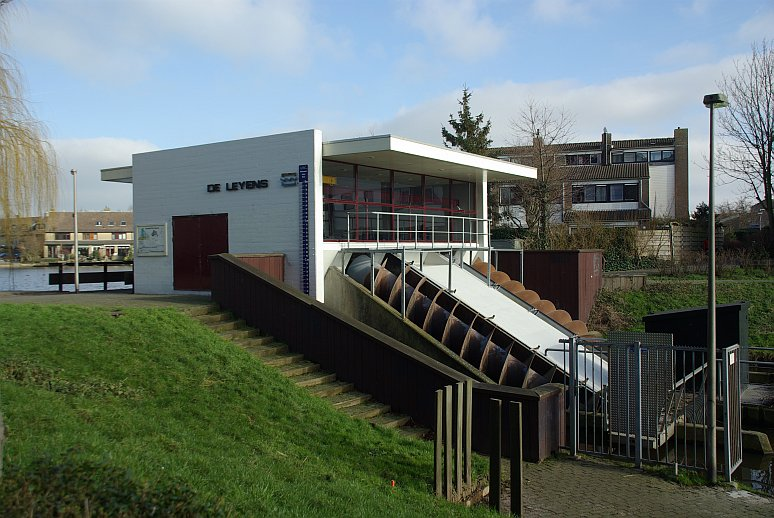
La station Vakgemaal De Leyens

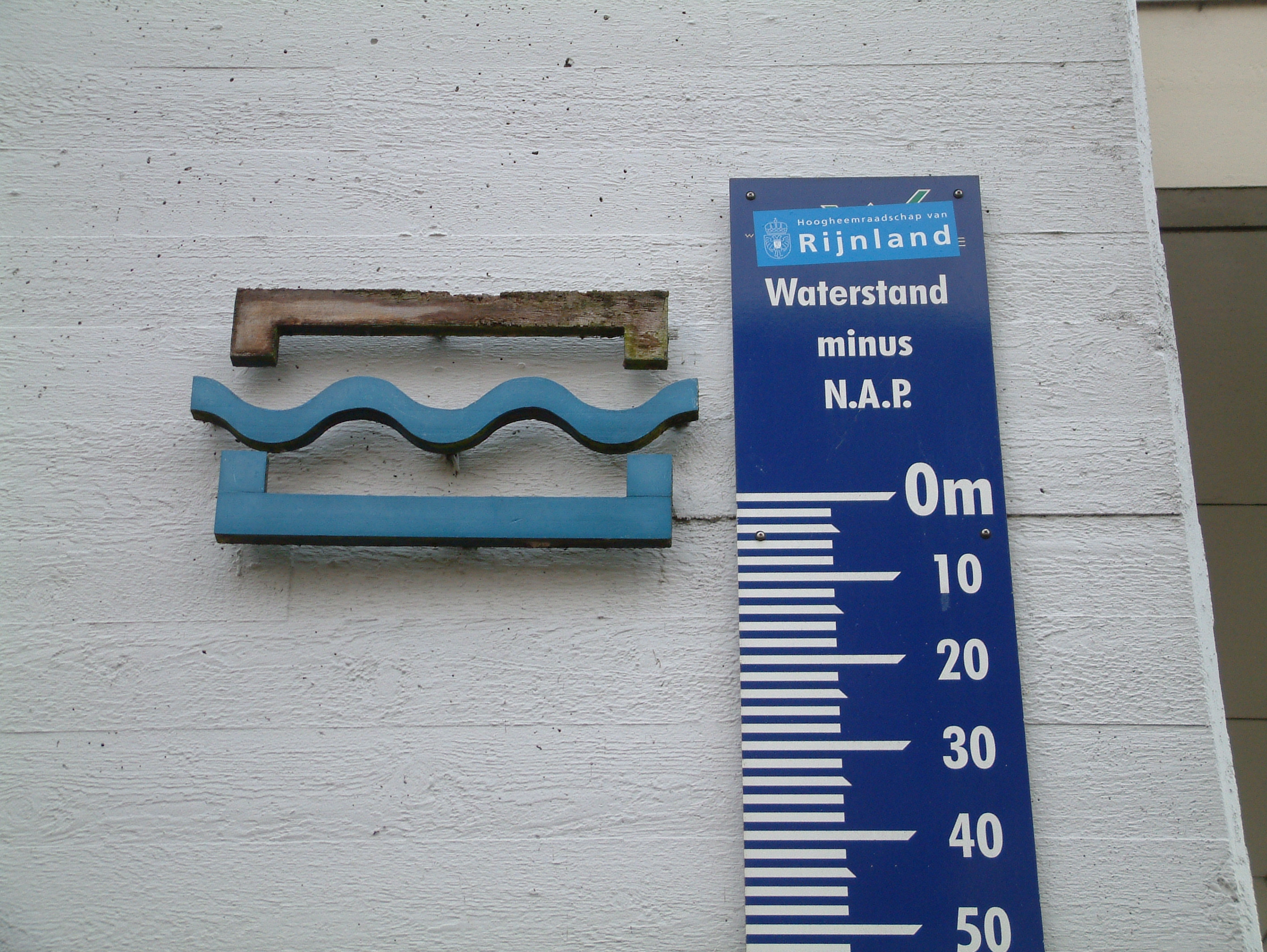
Le marégraphe avec le NAP

Vakgemaal De Leyens est une station de pompage qui puise l'eau du Zoetermeer d'une surface d'environ 2 250 ha pour qu'il reste au bon niveau. La station de pompage a été construite en 1977. L'origine, elle avait une capacité de 165 m3/min, elle avait trois vis sans fin délivrant de 55 m3/min chacune. En 1992, celle du milieu a été remplacée par une pompe de 80 m3/min. Le volume sonore fut aussi réduit.